# Mistrzostwa Świata w Netballu 1971
Mistrzostwa Świata w Netballu 1971 – 3. edycja mistrzostw świata w netballu, która odbyła się na Jamajce w roku 1971. Wszystkie mecze mistrzostw odbyły się w stolicy Jamajki – Kingston. Mistrzem świata została po raz drugi reprezentacja Australii. Mecze rozgrywano na obiekcie National Indoor Stadium. Każda drużyna grała ze sobą raz w turnieju kołowym. Za zwycięstwo przyznawano dwa punkty - za remis jeden punkt.

## Rezultaty

### Tabela końcowa mistrzostw
| Poz. | Reprezentacja     | Zwycięstwa | Remisy | Porażki | Pkt |
| ---- | ----------------- | ---------- | ------ | ------- | --- |
| 1    | Australia         | 8          | 0      | 0       | 16  |
| 2    | Nowa Zelandia     | 7          | 0      | 1       | 14  |
| 3    | Anglia            | 6          | 0      | 2       | 12  |
| 4    | Jamajka           | 4          | 1      | 3       | 9   |
| 5    | Trynidad i Tobago | 4          | 1      | 3       | 9   |
| 6    | Szkocja           | 3          | 0      | 5       | 6   |
| 7    | Walia             | 2          | 0      | 6       | 4   |
| 8    | Irlandia Północna | 1          | 0      | 7       | 2   |
| 9    | Bahamy            | 0          | 0      | 8       | 0   |

### 1. runda
| 31 grudnia 1970 | Anglia | 61 – 27 | Trynidad i Tobago |  |

| 31 grudnia 1970 | Walia | 57 – 11 | Bahamy |  |

| 31 grudnia 1970 | Nowa Zelandia | 61 – 17 | Szkocja |  |

| 31 grudnia 1970 | Jamajka | 70 – 17 | Irlandia Północna |  |

### 2. runda
| 1 stycznia 1971 | Australia | 47 – 21 | Jamajka |  |

| 1 stycznia 1971 | Nowa Zelandia | 90 – 12 | Irlandia Północna |  |

| 1 stycznia 1971 | Anglia | 88 – 7 | Bahamy |  |

| 1 stycznia 1971 | Trynidad i Tobago | 45 – 19 | Walia |  |

### 3. runda
| 2 stycznia 1971 | Australia | 70 – 9 | Irlandia Północna |  |

| 2 stycznia 1971 | Nowa Zelandia | 108 – 10 | Bahamy |  |

| 2 stycznia 1971 | Anglia | 44 – 30 | Jamajka |  |

| 2 stycznia 1971 | Szkocja | 41 – 37 | Walia |  |

### 4. runda
| 4 stycznia 1971 | Australia | 96 – 4 | Bahamy |  |

| 4 stycznia 1971 | Nowa Zelandia | 42 – 40 | Anglia |  |

| 4 stycznia 1971 | Trynidad i Tobago | 34 – 34 | Jamajka |  |

### 5. runda
| 5 stycznia 1971 | Australia | 43 – 27 | Trynidad i Tobago |  |

| 5 stycznia 1971 | Anglia | 94 – 13 | Irlandia Północna |  |

| 5 stycznia 1971 | Australia | 40 – 15 | Trynidad i Tobago |  |

### 6. runda
| 7 stycznia 1971 | Australia | 71 – 16 | Szkocja |  |

### 7. runda
| 8 stycznia 1971 | Australia | 87 – 8 | Walia |  |

| 8 stycznia 1971 | Nowa Zelandia | 47 – 33 | Trynidad i Tobago |  |

### 8. runda
| 9 stycznia 1971 | Australia | 38 – 37 | Anglia |  |

| 9 stycznia 1971 | Nowa Zelandia | 52 – 32 | Jamajka |  |

| 9 stycznia 1971 | Walia | 34 – 30 | Irlandia Północna |  |

| 9 stycznia 1971 | Trynidad i Tobago | 72 – 24 | Bahamy |  |

### 9. runda
| 11 stycznia 1971 | Szkocja | 46 – 27 | Irlandia Północna |  |

| 11 stycznia 1971 | Anglia | 72 – 12 | Walia |  |

| 11 stycznia 1971 | Jamajka | 61 – 15 | Bahamy |  |

### 10. runda
| 12 stycznia 1971 | Trynidad i Tobago | 66 – 14 | Irlandia Północna |  |

| 12 stycznia 1971 | Australia | 48 – 42 | Nowa Zelandia |  |

### Mecze play-off
|  | Irlandia Północna | 50 – 29 | Bahamy |  |

|  | Jamajka | 55 – 33 | Walia |  |

|  | Nowa Zelandia | 50 – 33 | Walia |  |

|  | Anglia | 76 – 10 | Szkocja |  |

|  | Jamajka | 44 – 18 | Szkocja |  |

|  | Trynidad i Tobago | 45 – 18 | Szkocja |  |

|  | Trynidad i Tobago | 66 – 14 | Irlandia Północna |  |

## Zestawienie końcowe drużyn
| Poz. | Drużyna           |
| ---- | ----------------- |
|      | Australia         |
|      | Nowa Zelandia     |
|      | Anglia            |
| 4=   | Jamajka           |
| 4=   | Trynidad i Tobago |
| 6    | Szkocja           |
| 7    | Walia             |
| 8    | Irlandia Północna |
| 9    | Bahamy            |